# Campbeltown Loch
Campbeltown Loch ist eine Meeresbucht an der Südostküste der Halbinsel Kintyre in Schottland. An ihrem Kopf liegt die Stadt Campbeltown, von der sich ihr Name ableitet; inmitten der Einfahrt liegt die unbewohnte Gezeiteninsel Davaar. Campbeltown Loch öffnet sich nach Osten zum Kilbrannan-Sund, einem Nebenarm des Firth of Clyde hin. Die Bucht reicht etwa drei Kilometer ins Land hinein und weist eine maximale Weite von etwa 1,5 km auf. Campbeltown Loch ist den Gezeiten unterworfen. Bei Ebbe ist Davaar über "The Doirlinn", einen Kiesstreifen zu Fuß erreichbar. Südlich des Campbeltown Loch beginnt die Mull of Kintyre.